# Geschichtlichkeit
Der Begriff Geschichtlichkeit (auch: Historizität) ist abgeleitet von Geschichte, bezieht sich somit auf die Vergangenheit, insbesondere auf die des Menschen. Bei der Verwendung des Begriffes  sind verschiedene Betonungen möglich. 

## Bedeutungen
Der Ausdruck „geschichtlich“ bezeichnet
- etwas zu einer bestimmten vergangenen Zeit tatsächlich Dagewesenes oder Geschehenes (= wirklich geschichtlich);
- sich damit zufriedenzugeben, etwas Vergangenes lediglich festzustellen (= nur geschichtlich);
- etwas Vergangenes und noch Wirksames (= geschichtlich wirksam)
- einen Grundzug und die Grundbedingung des Menschlichen im Unterschied zu natürlich und naturhaft.

## Einflussreiche Autoren
Als Urheber des Konzepts der Geschichtlichkeit als spezifischer Dimension des Menschen werden genannt:
- Giambattista Vico: Geschichtlichkeit als herausgestellte Tatsache, dass alle menschliche Realität ihre Geschichte habe.[2] Die Geschichtlichkeit der Welt werde erkannt, weil der Mensch sie hervorgebracht habe.
- Hegel (gelegentlich, z. B. bei seiner Rechts- und Weltgeschichte),[3]
- vor allem aber Dilthey,[3][4] für den menschliches Leben nur im Verweis auf die Geschichtlichkeit der menschlichen Existenz zu verstehen ist.[5]

## Wissenschaftliche Disziplinen
Die Reflexion von Geschichtlichkeit ist Aufgabe der Geschichtsphilosophie und der Geschichtsdidaktik.
Während der Begriff bei Jaspers noch in der lebensphilosophischen Tradition im Sinne von historischer Bedingtheit verblieb, erfuhr er seine entscheidende Neuprägung durch Heidegger. „Geschichtlichkeit meint die Seinsverfassung des »Geschehens« des Daseins als solches, auf dessen Grunde allererst so etwas möglich ist wie »Weltgeschichte« und geschichtlich zur Weltgeschichte gehören.“ Seitdem ist Geschichtlichkeit ein zentraler Begriff in der Existenzphilosophie, Phänomenologie und Hermeneutik (Gadamer).
Während die Geschichtlichkeit bei Dilthey im Zusammenhang mit dem Problem des historischen Relativismus steht, wird er hermeneutisch (auch) als Mittel angesehen, „um den historischen Relativismus (Historismus) zu überwinden.“
Für die christliche Theologie ist die Historizität ein wichtiges Thema, vor allem in Bezug auf Personen und Ereignisse der Bibel. Die Historizität der biblischen Berichte wird in der Apologetik verteidigt. Aber im Rahmen des historisch-kritischen Umgangs mit der Bibel wird die Historizität oft bezweifelt und die Bedeutung der Historizität für den christlichen Glauben relativiert.